# توم باكستر
توم باكستر (بالإنجليزية: Tom Baxter)‏ (1 فبراير 1903 في المملكة المتحدة - 21 أغسطس 1987 في المملكة المتحدة) هو لاعب كرة قدم بريطاني (وحمل سابقاً جنسية المملكة المتحدة لبريطانيا العظمى وأيرلندا) في مركز الوسط. لعب مع بورت فايل وليسبورن ديستليري ونادي كارلايل يونايتد ونادي مارغيت ووولفرهامبتون واندررز ووركشوب تاون ‏ ونادي مانسفيلد تاون وNewark Town F.C. ‏.